# Mixoma odontológico
El mixoma odontológico o fibromixoma odontogénico es una neoplasia benigna que se origina en la porción mesenquimatosa del germen dental, ya sea en la papila dental, folículo o ligamento periodontal y se encuentra constituido por células con un abundante estoma mucoide.
El mixoma odontológico está normalmente asociado a dientes no erupcionados o ausentes.
Histológicamente es una lesión constituida por escasas células de morfología estelar o fusiforme inmersas en un estroma mixoide abundante.
Las células tumorales presentan un núcleo pequeño y picnótico y suelen mostrar prolongaciones citoplásmicas elongadas que se anastomosan con el citoplasma de las células adyacentes. El estroma mixoide intercelular está compuesto por una matriz rica en mucina (mucopolisacáridos ácidos, fundamentalmente ácido hialurónico y en menor proporción, condroitín sulfato).

## Tratamiento
Debido a su agresividad local, se hace necesaria la resección quirúrgica con márgenes amplios. Se han descrito diversas técnicas quirúrgicas para la reconstrucción de defectos mandibulares segmentarios. El colgajo microvascularizado de peroné, en comparación con otros colgajos óseos, aporta la mayor longitud de hueso y, debido a la naturaleza de su aporte vascular, confiere una completa libertad en la selección del lugar de osteotomía, con la posibilidad de recrear un arco mandibular preciso, tras la resección ósea. Se utiliza la técnica de preformado in situ del peroné, mediante la cual se replica el contorno mandibular por medio de osteotomías mientras el pedículo vascular del injerto sigue unido a la pierna. Se consigue, de este modo, disminuir substancialmente el tiempo de isquemia del colgajo. La realización de la técnica en "doble barra" y la colocación posterior de implantes osteointegrados constituye un método óptimo en la reconstrucción de pacientes dentados sin atrofia maxilar.